# والدهاوزن
والدهاوزن (بالألمانية: Waldhausen) هي بلدية في منطقة زويتل  في ولاية النمسا السفلى.